# Lake California
Lake California est une census-designated place du comté de Tehama, dans l'État de Californie, aux États-Unis,. En 2020, elle compte une population de 3 377 habitants.